# The Road of Dreams
The Road of Dreams (Em português O Caminho dos Sonhos) é um livro de poesia da escritora de romances policiais Agatha Christie. Ele foi financiado e publicado com os recursos financeiros pessoais de Geoffrey Bles em janeiro de 1925 ao preço de cinco xelins. Existe apenas uma versão do volume com 112 páginas que nunca foi publicado e que está sem data.
Christie escreveu poesia durante boa parte de sua vida; Sua primeira obra detectada com este tema são três poemas publicados em 1919: World Hymn in The Poetry Review entre Março e Abril, Dark Sheila in Poetry Today publicado entre Maio e Junho e A Passing in the same journal lançada entre novembro e dezembro, Todos os três daquele ano. Esses poemas foram reimpressos em The Road of Dreams (World Hymn foi lançado com o título ligeiramente alterado em 1914).
O livro é dividido em quatro seções:
- A Masque from Italy
- Ballads
- Dreams and Fantasies
- Other Poems

A seção final da publicação inclui um poema intitulado de In a Dispensary, que menciona muitos dos venenos que Christie usaria em sua longa carreira ficcional.

## Curiosidades
Agatha Christie não menciona o livro em sua autobiografia. Sua biografia oficial conta que Eden Philpotts, um amigo da família, escreveu o livro para ela e disse que ela "tinha grandes presentes líricos". Ele também avisou que não iria vender bem, e isso foi provado quando as cópias permaneceram guardadas e não vendidas até 1960.
O conteúdo deste livro foram reimpressos nos poemas da coletânea de 1973 como "Volume 1", embora existam algumas diferenças entre as duas edições.